# Operacja Catapult
Operacja Catapult („Katapulta”) – akcja zbrojna brytyjskiej marynarki wojennej Royal Navy w celu przejęcia lub zatopienia okrętów francuskiej marynarki wojennej po zawieszeniu broni w czerwcu 1940 między Francją a Rzeszą Niemiecką, przeprowadzona w portach brytyjskich i śródziemnomorskich (Aleksandria, Mers el-Kébir) w lipcu 1940, podczas II wojny światowej.

## Geneza
Po zawarciu przez Francję separatystycznego zawieszenia broni (wbrew układom sojuszniczym Francji z Wielką Brytanią i Polską) Brytyjczycy nie byli pewni, czy warunki zawieszenia broni (przewidujące rozbrojenie floty francuskiej i faktyczną demilitaryzację Francji) nie spowodują w praktycznej konsekwencji przejęcia siłą okrętów francuskiej Marine nationale przez niemiecką Kriegsmarine, co dawałoby III Rzeszy szansę na skuteczną inwazję przez kanał La Manche na terytorium Wielkiej Brytanii.
Premier Wielkiej Brytanii Winston Churchill zarządził postawienie marynarce francuskiej ultimatum – albo wspólną walkę przeciw III Rzeszy u boku marynarki brytyjskiej, albo ewakuację do francuskich portów na Karaibach (Gwadelupa, Martynika) i w Gujanie Francuskiej, gdzie znajdowałyby się poza zasięgiem Niemców, albo rozbrojenie. W przypadku odmowy, Royal Navy miała przy użyciu siły zatopić okręty francuskie. Akcji nadano kryptonim Catapult („Katapulta”).

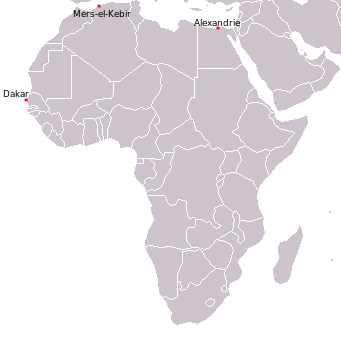
Francuskie okręty w portach afrykańskich

Francuska flota była w tym czasie rozrzucona w wielu miejscach; niewielka jej część znajdowała się w portach Wielkiej Brytanii. Zgodnie z brytyjsko-francuskim porozumieniem wojskowym zasadnicze siły francuskiej marynarki wojennej znajdowały się w basenie Morza Śródziemnego – niektóre okręty stacjonowały wciąż w bazie morskiej w Tulonie (we francuskiej strefie nieokupowanej) lub w brytyjskiej bazie morskiej w Aleksandrii w Egipcie. Główne siły morskie Francji znajdowały się w bazach w ówczesnej Algierii francuskiej. Francuska Marine nationale podlegała rozkazom admirała François Darlana, który choć początkowo sprzeciwiał się zawieszeniu broni, ostatecznie przeszedł do przeciwnego obozu pod warunkiem pozostawienia floty we francuskich rękach. Darlan sprzeciwił się jednak także odesłaniu floty do portów brytyjskich, co było warunkiem zgody Churchilla na złamanie przez Republikę zobowiązań sojuszniczych poprzez zawarcie separatystycznego rozejmu z Niemcami.
W pierwszej fazie operacji Catapult, Brytyjczycy przed świtem 3 lipca 1940 opanowali siłą okręty znajdujące się w brytyjskich portach Plymouth, Portsmouth, Southampton i innych. Akcja ta pociągnęła kilka ofiar po obu stronach na największym wówczas okręcie podwodnym świata „Surcouf” . Inne zagarnięte okręty to 2 przestarzałe pancerniki „Paris” i „Courbet”, 2 wielkie niszczyciele, 8 niszczycieli, 7 okrętów podwodnych, 15 awiz oraz jednostki mniejsze i pomocnicze, łącznie 243. Dzięki dobrej woli dowódcy francuskiego wiceadmirała Godfroya i brytyjskiego admirała Andrew Cunninghama, eskadra francuska w Aleksandrii podporządkowała się brytyjskiemu ultimatum i zgodziła się rozbroić (stary pancernik „Lorraine”, krążowniki ciężkie „Duquesne”, „Tourville” i „Suffren”, lekki krążownik „Duguay-Trouin”, 2 niszczyciele i 3 okręty podwodne).

## Akcja przeciw Mers el-Kébir

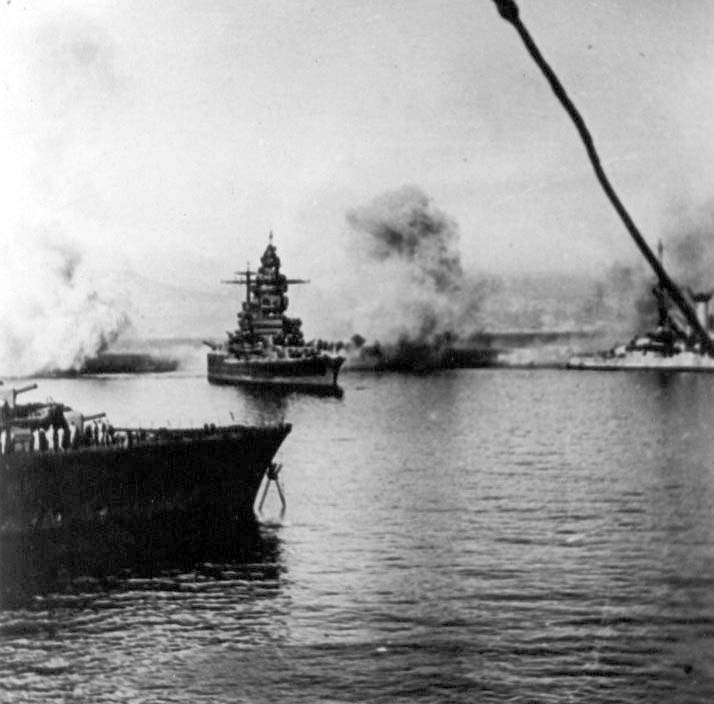
Pancernik typu Dunkerque (prawdopodobnie „Strasbourg”), odbijający pod ostrzałem od przystani w Mers el-Kébir. Z lewej dziób jednego z niszczycieli, z prawej pancernik typu Provence (prawdopodobnie „Bretagne”).

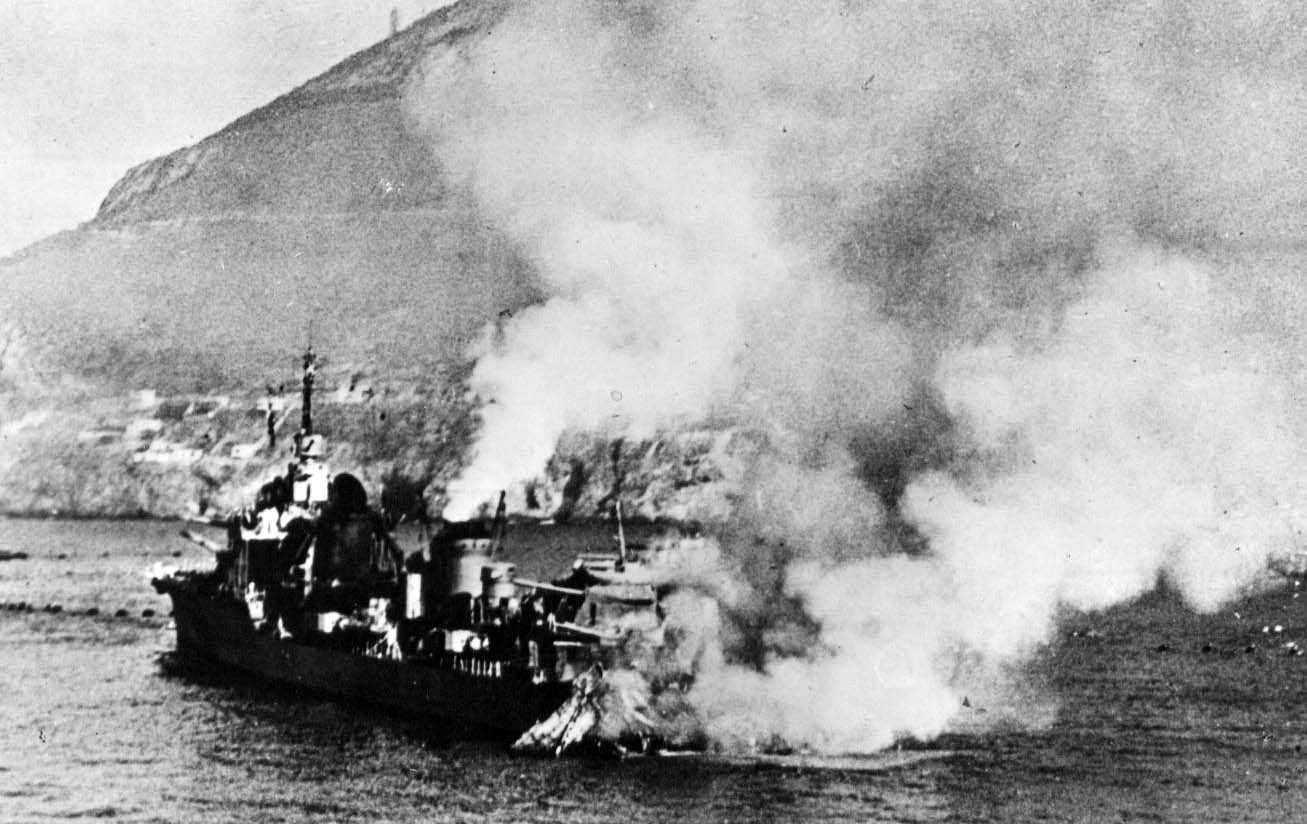
Uszkodzony niszczyciel „Mogador”

Największa koncentracja okrętów wojennych Francji znajdowała się w algierskim porcie Mers el-Kébir i obejmowała stare pancerniki (drednoty) „Bretagne” i „Provence”, nowoczesne szybkie pancerniki (klasyfikowane też jako krążowniki liniowe) „Dunkerque” i „Strasbourg”, transportowiec wodnosamolotów „Commandante Teste” i 6 niszczycieli, którymi dowodził admirał Marcel Gensoul.
Brytyjski admirał James Somerville ustawił siły swojego zespołu Force H, stacjonującego w Gibraltarze, naprzeciw francuskiego portu i wystosował do admirała Gensoula ultimatum przygotowane przez rząd brytyjski, w którym zaproponował wypłynięcie w celu wspólnej walki z Niemcami i Włochami (a) lub przekazanie okrętów francuskich do portów brytyjskich na czas wojny (b), lub przebazowanie ich do francuskich kolonii Morza Karaibskiego na przykład na Martynikę i rozbrojenie, albo oddanie pod opiekę Stanom Zjednoczonym, z których to miejsc mogłyby być repatriowane po wojnie (c). Ultimatum kończył ustęp: „Jeśli pan odrzuci te rozsądne propozycje, muszę z głębokim żalem żądać zatopienia pańskich okrętów w ciągu 6 godzin. Ostatecznie, jeśli powyższe nie nastąpi, mam rozkazy rządu Jego Królewskiej Mości użyć każdej siły, jaka będzie konieczna, w celu zapobieżenia wpadnięcia pańskich okrętów w ręce niemieckie lub włoskie” .
Admirał Gensoul odmówił podporządkowania się któremukolwiek punktowi ultimatum, zapewniając admirała brytyjskiego, że nie odda okrętów Niemcom ani Włochom, a na siłę odpowie siłą. Francuzi rozpoczęli przygotowania do walki. Brytyjczycy mieli przewagę, gdyż ich zespół w składzie trzech okrętów liniowych: HMS „Hood”, HMS „Valiant” i HMS „Resolution” oraz lotniskowca HMS „Ark Royal” manewrował na pełnym morzu, a francuskie okręty były zakotwiczone w wąskim porcie. Co więcej, pancerniki „Dunkerque” i „Strasbourg”, zakotwiczone rufą w stronę morza, nie mogły użyć swojej artylerii głównej zgrupowanej na dziobie. Brytyjskie pancerniki dysponowały także cięższymi działami kalibru 381 mm, wobec dział 330 mm i 340 mm francuskich okrętów.
Po upływie wyznaczonych terminów, Brytyjczycy otworzyli ogień 3 lipca 1940 o godzinie 16:56. Francuzi rozpoczęli przygotowania do wyjścia z portu oraz odpowiedzieli ogniem głównie pancernika „Provence”, ale nie był on efektywny. O godzinie 17:09, trafiony pociskiem, eksplodował pancernik „Bretagne”, pociągając ze sobą na dno 977 ludzi z 1130-osobowej załogi. „Provence” i „Dunkerque” zdołały odcumować i kierowały się w stronę wyjścia, lecz zostały uszkodzone pociskami i osiadły na mieliźnie w obrębie portu. Poważnemu uszkodzeniu ciężkim pociskiem uległ także wielki niszczyciel „Mogador”. Jedynie „Strasbourg” i 4 niszczyciele („Le Terrible”, „Volta”, „Tigre” i „Lynx”) zdołały wyjść z ostrzeliwanego portu, po czym uszły przed brytyjskimi siłami i przedarły się do portu w Tulonie 4 lipca, unikając trzech prób ataku przez samoloty z „Ark Royal”.

## Dalsze ataki
W ciągu następnych dni, 4 lipca brytyjski okręt podwodny HMS „Pandora” zatopił francuskie duże awizo kolonialne (kanonierkę) „Rigault de Genouilly”, płynące z Oranu do Algieru. Storpedowania uniknął tego dnia transportowiec wodnosamolotów „Commandante Teste”, który nie odniósł też uszkodzeń w Mers el-Kébir. 4 lipca w nocy francuskie bombowce wykonały odwetowy nalot na flotę brytyjską w Gibraltarze, ale bez efektów.
Ponieważ brytyjskie rozpoznanie lotnicze utwierdziło Brytyjczyków w mniemaniu, że uszkodzenia, jakie odniosły „Dunkerque” i „Provence” nie są zbyt poważne, 5 lipca rano brytyjskie samoloty bombowe i torpedowe Fairey Swordfish z lotniskowca HMS „Ark Royal” przeprowadziły nalot na Mers el-Kébir. Jedna z torped trafiła osadzony na mieliźnie „Dunkerque”, powodując jednocześnie wybuch bomb głębinowych na przycumowanej przy jego burcie barce. Wielki wybuch spowodował znaczne uszkodzenia pancernika i pociągnął dalsze ofiary.
Ostatnim epizodem operacji był atak na najsilniejszy francuski pancernik „Richelieu” stojący w Dakarze. W nocy z 7 na 8 lipca motorówka z brytyjskiego lotniskowca HMS „Hermes” podeszła pod pancernik i zrzuciła obok 6 bomb głębinowych, które jednak z powodu małej głębokości, nie wybuchły. O świcie 8 lipca pancernik został zaatakowany przez 6 samolotów torpedowych Swordfish z „Hermesa”. Jedna z torped wybuchła pod rufą, powodując spore uszkodzenia (być może wybuchły także bomby głębinowe), uniemożliwiające aktywne wykorzystanie bojowe okrętu. Okręt służył jednak skutecznie jako pływająca bateria podczas próby lądowania aliantów w Dakarze. Wyremontowany został dopiero w 1943, po przejściu kolonii francuskich na stronę aliancką.

## Podsumowanie

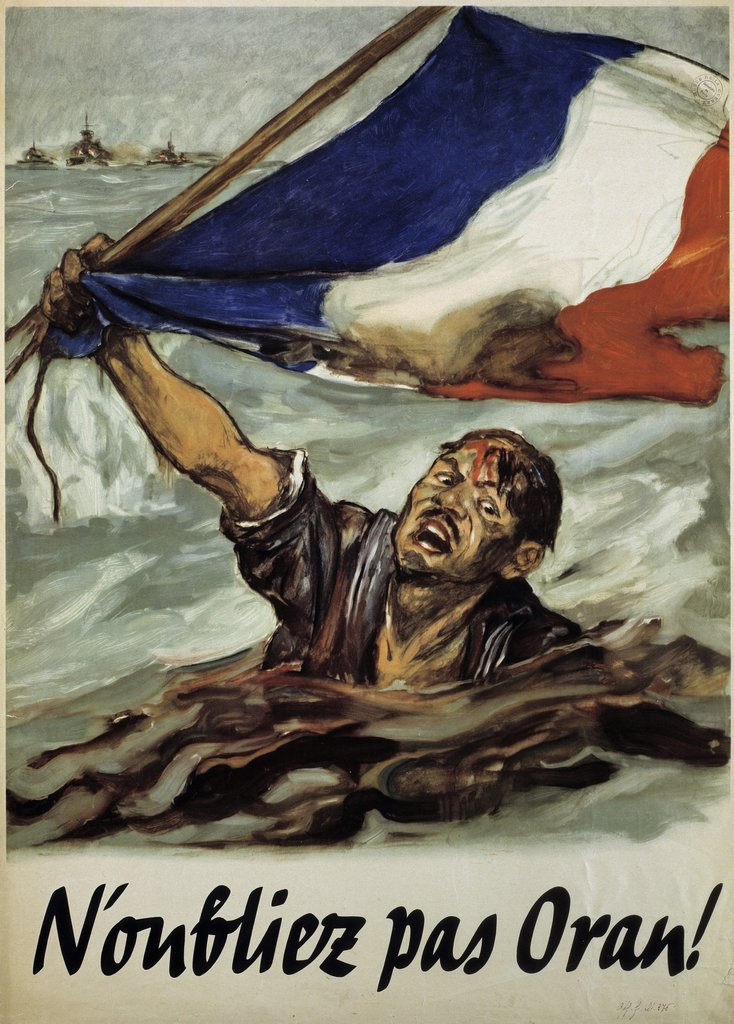
N’oubliez pas Oran! (Nie zapomnijcie o Oranie!) – francuski plakat propagandowy

Oprócz zniszczonego pancernika „Bretagne” i uszkodzonych dalszych okrętów, w całej akcji przeciw flocie w Mers el-Kébir zginęło 1297 francuskich marynarzy, około 350 zostało rannych.
Po operacji „Katapulta”, III Rzesza zrezygnowała z egzekwowania przewidzianego układem rozejmowym z czerwca 1940 warunku rozbrojenia okrętów francuskiej marynarki wojennej, obawiając się ich przejścia na stronę brytyjską.
Jednocześnie, wobec poniesionych ofiar ludzkich, operacja spowodowała faktyczne zerwanie stosunków dyplomatycznych Wielkiej Brytanii z rządem Vichy, spowodowała antybrytyjskie resentymenty w społeczeństwie okupowanej Francji i była intensywnie wykorzystywana do propagandy antybrytyjskiej w społeczeństwie francuskim zarówno przez okupantów niemieckich, jak i zwolenników kolaboracji z III Rzeszą (wraz z późniejszą operacją Menace).
Większość okrętów zajętych w portach brytyjskich Brytyjczycy przekazali następnie flocie Wolnych Francuzów, jednakże jedynie część marynarzy francuskich zgodziła się walczyć dalej, pozostali zostali repatriowani do okupowanej Francji (na sytuację taką zapewne dodatkowo wpłynęło rozczarowanie byłym sojusznikiem). Z uwagi na braki kadrowe, kilka mniejszych okrętów oraz niszczyciel „Ouragan”, zostało następnie przekazanych Polskiej Marynarce Wojennej, która odmówiła obsadzenia przestarzałego pancernika „Paris”.
W brytyjskim periodyku marynarki wojennej „Navy News” z 1990 roku atak na Mers el-Kebir został oceniony z perspektywy jako „jeden z najbardziej odrażających (ang. distasteful) czynów jakie Royal Navy musiała kiedykolwiek wykonać”.